# Ctenodecticus
Ctenodecticus is een geslacht van rechtvleugeligen uit de familie sabelsprinkhanen (Tettigoniidae). De wetenschappelijke naam van dit geslacht is voor het eerst geldig gepubliceerd in 1877 door Bolívar.

## Soorten
Het geslacht Ctenodecticus omvat de volgende soorten:
- Ctenodecticus algericus Uvarov, 1924
- Ctenodecticus bolivari Targioni-Tozzetti, 1881
- Ctenodecticus granatensis Pascual, 1978
- Ctenodecticus lusitanicus Barranco & Pascual, 1992
- Ctenodecticus major Pascual, 1978
- Ctenodecticus masferreri Bolívar, 1894
- Ctenodecticus pupulus Bolívar, 1877
- Ctenodecticus ramburi Morales-Agacino, 1956
- Ctenodecticus thymi Olmo-Vidal, 1999
- Ctenodecticus vasarensis Finot, 1893